# 核输出序列
核输出序列又称作核输出信号（英語：nuclear export signal，NES）是由四个疏水氨基酸残基组成的蛋白质肽段序列，能将蛋白从细胞核通过核孔复合体核運輸到細胞質。与之功能相反的是能将蛋白运入细胞核的核定位序列（英語：nuclear  localization signal，NLS）。NES可以被外输蛋白识别并结合。由生物信息学分析發現NES疏水性殘基的最常見間隔為LxxxLxxLxL，其中“L”是疏水性殘基（通常是白胺酸），“x”則是任何其它氨基酸。這些疏水性殘基的間距可以通過檢查含有NES的已知結構來解釋，因為關鍵殘基通常位於蛋白質內的相鄰二級結構的相同面中，這允許它們與輸出蛋白相互作用。
此外，由於核糖核酸 (RNA) 僅由核苷酸組成，因此它缺乏核出口信號來移出核。故大多數形式的RNA將結合蛋白質分子，來形成能從核中輸出的核糖核蛋白複合物。